# Serramoura
Serramoura és una sèrie de televisió produïda per Voz Audiovisual per a la Televisión de Galicia. Es va emetre per aquesta cadena entre el 5 d'octubre de 2014 i el 25 d'octubre de 2020, els diumenges en horari de màxima audiència.

## Argument
A Serramoura, una petita vila fictícia que viu de l'explotació de la fusta, Mónica Triáns (Sara Casasnovas) apareix morta al mig del camp amb signes que fan pensar que es tracta d'un assassinat violent. Per investigar l'homicidi és enviat a la vila Diego Bazán (Miguel Ángel Blanco), que juntament amb la sargent local Marga Neira (Lucía Regueiro), intentaran resoldre el cas. No obstant, la idiosincràsia del poble, el conflicte d'interessos entre les dues principals famílies, els Soutelo i els Fiúza, que lluitaran pel control de la serradora, i els secrets que tots els seus habitants amaguen, faran que la resolució del cas sigui una tasca complicada.

## Personatges
- Lucía Regueiro és Marga Neira, sargent de la Guàrdia Civil.
- Miguel Ángel Blanco és Diego Bazán, sargent de la Guàrdia Civil.
- Alfonso Agra és Tomás Penedo, tinent de la Guàrdia Civil.
- Miguel Canalejo és Quique Parcero, agent de la Guàrdia Civil.
- Sara Casasnovas és Mónica Triáns, veïna del poble que apareix assassinada.
- Isabel Naveira és Raquel Neira, germana de Marga.
- Xabier Deive és Pancho Suárez, marit de Raquel.
- Miguel Borines és Moncho Neira, pare de Marga i Raquel.
- Sheyla Fariña és Álex Suárez, filla de Raquel i Pancho.
- Fran Paredes és Gonzalo Soutelo, expropietari de la serradora de Serramoura.
- Uxía Blanco és Dona Teresa, mare de Gonzalo Soutelo.
- Antonio Mourelos és Evaristo Fiúza, cacic de Serramoura.
- Chechu Salgado és Román Fiúza, fill d'Evaristo.
- Sabela Arán és Gloria Moscoso, dona d'Evaristo.
- Tito Asorey és Hugo Aradas, advocat de la família Fiúza.
- Monti Castiñeiras és Santos, desballestador.
- Mariana Expósito és Luz, cambrera de la taverna.
- Xavier Estévez és Don Amancio, mossèn de Serramoura.
- Andrés Giráldez és Peixe.

## Audiències
- Primera temporada: 181.000 espectadors (15,0%)
- Segona temporada: 167.000 espectadors (15,2%)
- Tercera temporada: 132.000 espectadors (12,3%)
- Quarta temporada: 181.000 espectadors (17,4%)
- Cinquena temporada: sense dades
- Sisena temporada: 122.000 espectadors (12,4%)
- Setena temporada: 124.000 espectadors (12,2%)
- Vuitena temporada: sense dades
- Novena temporada: sense dades
- Desena temporada: sense dades
- Onzena temporada: sense dades

## Emissió a altres països
Des del 25 d'octubre de 2016 la sèrie s'emet a Rússia, al canal AXN Sci-Fi amb el nom de Черный лес.